# Protogenia (filla de Deucalió)
Segons la mitologia grega, Protogenia (grec antic: Πρωτογένεια) va ser una filla de Deucalió i de Pirra.
Estimada per Zeus, va ser la mare d'Etli, rei de l'Èlida. Hom també li atribueix la maternitat d'Opunt.